# Mićhalina Maciuszek
Mićhalina Maciuszek (* 16. September 1963 in Moszczenica Wyżna) ist eine ehemalige polnische Skilangläuferin.

## Werdegang
Maciuszek, die für den KS Wierchy Rabka startete, nahm im Dezember 1983 in Autrans erstmals am Weltcup teil und belegte dabei den 20. Platz über 10 km. Dies war zugleich ihre beste Einzelplatzierung im Weltcup. Bei der Winter-Universiade 1985 in Belluno holte sie Silber und bei der Winter-Universiade 1987 in Štrbské Pleso Bronze mit der Staffel. Im Februar 1987 lief sie bei den Weltmeisterschaften in Oberstdorf auf den 39. Platz über 5 km klassisch, auf den 33. Rang über 10 km klassisch und auf den 32. Platz über 20 km Freistil. Zudem errang sie dort zusammen mit Katarzyna Popieluch, Małgorzata Ruchała und Jolanta Sokolowska den 11. Platz in der Staffel. Bei der Winter-Universiade 1989 in Witoscha gewann sie die Silbermedaille und bei der Winter-Universiade 1991 in Sapporo die Bronzemedaille mit der Staffel. Ihre letzten internationalen Rennen absolvierte sie bei den Olympischen Winterspielen 1994 in Lillehammer. Dort kam sie auf den 40. Platz über 15 km Freistil, auf den 31. Rang über 30 km klassisch und auf den achten Platz mit der Staffel. Bei polnischen Meisterschaften siegte sie fünfmal über 10 km (1985–1989), dreimal über 20 km (1983, 1985, 1987), zweimal über 5 km (1984, 1988) und jeweils einmal in der Kombination (1992) und mit der Staffel (1984).
Maciuszek ist mit dem ehemaligen Skilangläufer Józef Łuszczek verheiratet. Ihre Tochter Paulina Maciuszek ist ebenfalls im Skilanglauf aktiv.